# San Isidro, San Lorenzo Cacaotepec
San Isidro är en ort i Mexiko.   Den ligger i kommunen San Lorenzo Cacaotepec och delstaten Oaxaca, i den sydöstra delen av landet, 400 km sydost om huvudstaden Mexico City. San Isidro ligger 1 584 meter över havet och antalet invånare är 130.
Terrängen runt San Isidro är varierad. Runt San Isidro är det mycket tätbefolkat, med 3 494 invånare per kvadratkilometer. Närmaste större samhälle är Oaxaca de Juárez, 10,0 km sydost om San Isidro. Trakten runt San Isidro består till största delen av jordbruksmark.